# Schalwa Eliawa
Schalwa Surabowitsch Eliawa (georgisch შალვა ელიავა; russisch Шалва Зурабович Элиава; * 18. Septemberjul. / 30. September 1883greg. in Ganiri, Gouvernement Kutaissi; † 3. Dezember 1937) war ein georgischer Bolschewik und sowjetischer Funktionär.
Eliawa wurde 1904 Mitglied der Bolschewiki. Während der Oktoberrevolution war er Vorsitzender des Exekutivkomitees der Sowjets im Gouvernement Wologda und im Präsidium des Gouvernementskomitees der Partei. In den Jahren des Russischen Bürgerkrieges war er Mitglied des Revolutionären Kriegsrates und des Rates der Volkskommissare der RSFSR und danach Vorsitzender des Rates der Volkskommissare Georgiens und der Transkaukasischen Sowjetrepublik. 1937 wurde er Opfer der Stalinschen Säuberungen.